# 施勒特尔陨石坑
施勒特尔陨石坑(Schröter)是月球正面中部位于岛海东面的一座撞击坑，形成于酒海纪代，以德国天文学家约翰·希罗尼穆斯·施勒特尔(1745年–1816年)之名命名，1935年被国际天文联合会批准接受。

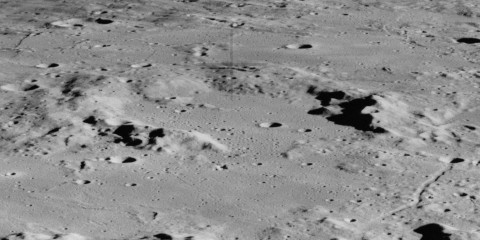
阿波罗15号拍摄的施勒特尔陨石坑北向斜视图，在右下角可清楚地看到施勒特尔月溪。

## 描述
该陨坑位于索莫林环形山和莫斯汀陨石坑的北面，东南边缘是一条被称为"施勒特尔月溪"(Rima Schröter)的月沟，该裂缝发端于月海的一座小陨坑，然后呈直线向东南偏南延伸。施勒特尔陨石坑的中心月面坐标为2°36′N 7°00′W / 2.6°N 7.0°W，直径34.5公里，
深度1公里。
施勒特尔陨石坑的边缘已严重磨损和侵蚀，南侧壁有一道宽阔的裂口，东南部则有一处很深的凹陷，坑底中部无中央峰。坑壁平均高出周边990米地形，内部容积977.54公里³。陨坑北侧一列间隔较宽的小陨坑排成一行向西的直线。
施勒特尔陨石坑西北偏西100公里处，是勘测者2号的坠落地点。

## 月球瞬变现象
威廉·亨利·皮克林教授绘制的该陨坑图画上，显示了他认为亲眼所见的蒸汽喷发，但这一月球瞬变现象并未被其他的观察者所确认。

## 格罗特胡森城
施勒特尔陨石坑的北面，从卫星坑"施勒特尔 W"开始为不规则地形区，该区域幽黑的表面分布有一系列呈梳状排列的线条结构。19世纪巴伐利亚医生和天文学家
"弗朗茨·冯·格罗特胡森"(1774年-1852年)声称，通过一架折射望远镜他观察到该区域有一座月球城(他称之为"围城")。
当时，天文学家们就对这一论断持普遍怀疑。实际上，后来通过更为先进的仪器观测表明，这只是一个自然特征。

## 卫星陨石坑
按照惯例，最靠近施勒特尔陨石坑的卫星坑在月图上以字母标注在该坑中心点的旁边。
| 施勒特尔 | 纬度   | 经度    | 直径    |
| -------- | ------ | ------- | ------- |
| A        | 4.8° N | 7.8° W  | 4 公里  |
| C        | 8.3° N | 9.8° W  | 8 公里  |
| D        | 4.5° N | 9.5° W  | 5 公里  |
| E        | 2.4° N | 6.8° W  | 3 公里  |
| F        | 7.4° N | 5.9° W  | 34 公里 |
| G        | 3.2° N | 9.4° W  | 5 公里  |
| H        | 3.2° N | 8.6° W  | 4 公里  |
| J        | 8.5° N | 6.1° W  | 6 公里  |
| K        | 3.1° N | 7.9° W  | 5 公里  |
| L        | 1.8° N | 7.4° W  | 4 公里  |
| M        | 7.0° N | 11.6° W | 5 公里  |
| S        | 7.1° N | 9.2° W  | 3 公里  |
| T        | 7.0° N | 8.0° W  | 4 公里  |
| U        | 4.1° N | 6.6° W  | 4 公里  |
| W        | 4.8° N | 7.7° W  | 10 公里 |